# 新里通信所
新里通信所（しんざとつうしんしょ、Shinzato Communication Site）は、現在の南城市佐敷新里にあった米国軍基地。南側の知念補給地区（キャンプ知念）に付随した食糧補給基地として建設された。1946年から1949年まで沖縄民政府があった。1974年に返還された。

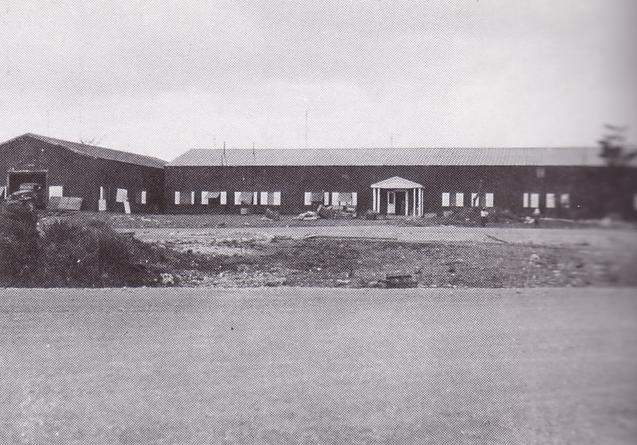
1946年に新里通信所に移転した沖縄民政府。1949年のグロリア台風で全壊する。

## 概要
知念半島は沖縄戦で米軍が民間人収容所として使用した地域（参照 百名収容所）であり、新里にも収容所が設置された。
1945年5月30日 米軍が新里に到達。知念地区における米軍の食糧補給基地として使用。
1946年10月 沖縄民政府が石川市東恩納から移転。
1949年7月25日 沖縄民政府の庁舎がグロリア台風で全壊し、それを機に那覇に移転。一時遊休化する。
1956年 知念補給地区の附属機関（情報源等の通信施設）として、レーダー1基と事務所が建設される。
1972年5月15日 「新里通信所」の状況
- 場所: 佐敷村字新里、大里村字大城
- 面積: 約105,200 m2[4]

1974年3月31日 全返還
返還跡地には社会福祉施設やユインチホテル南城が建ち、現在、ホテルの遊歩道北側に沖縄民政府跡の碑が建っている。

## 沖縄民政府
1946年10月、軍政府は具志川村栄野比(現うるま市栄野比)から玉城村親慶原(現南城市)の知念補給地区へ移転した。それに付随し、4月24日に石川市東恩納で発足したばかりの沖縄民政府も親慶原高台にある新里通信所へ移転した。
1949年7月23日、グロリア台風で全壊し、これを機に沖縄民政府は米国軍政府のグリーン副長官に那覇への移転を再三にわたり折衝。翌年3月までの期限として、完成したばかりの旧上山国民学校の校舎に移転許可をとりつけた。沖縄民政府がまず那覇市久米の旧上山国民学校（元那覇尋常小学校）に移転し、またすぐに隣接する旧天妃国民学校に移転。それに伴い、米軍政府が12月に那覇市久米の旧上山国民学校に移転し、軍政府長官シーツ少将が那覇市が沖縄の首都となることを発表した。1950年12月15日、軍政府の名前が廃止され、米国民政府となり、長期的統治の段階にむかう。

## 返還
1974年に返還される。
| 知念半島周辺の米軍基地 | 知念半島周辺の米軍基地       | 知念半島周辺の米軍基地   | 現在の状況            |
| ---------------------- | ---------------------------- | ------------------------ | --------------------- |
| 68                     | 知念第1サイト                | 知念第1陸軍補助施設      | B表: 陸自知念分屯地   |
| 69                     | 知念第2サイト                | 知念第2陸軍補助施設      | B表: 空自知念分屯基地 |
| 70                     | 新里通信所                   | 新里通信所               | 1974年に返還          |
| 71                     | 知念補給地区（キャンプ知念） | 陸軍混成サーヴィス群地区 | 1974年に返還          |